# Brottby
Brottby är en tätort i Vallentuna kommun. Strax intill orten finns trafikplatsen Brottby trafikplats, där E18 möter länsväg 268. Brottby ligger i Össeby-Garns socken. På västra sidan E18 ligger villaområdena Karby samt Sunnersta och på östra sidan ligger villaområdet Sundby. 
Orten har sitt namn efter Brottby gård. Namnet finns tidigast belagt på 1400-talet som Brytioby, en sammansättning av förledet bryti som på fornsvenska betyder "förvaltare" och efterledet by som betyder ungefär "gård".

## Befolkningsutveckling
| Befolkningsutvecklingen i Brottby 1975–2020                                        | Befolkningsutvecklingen i Brottby 1975–2020 | Befolkningsutvecklingen i Brottby 1975–2020 | Befolkningsutvecklingen i Brottby 1975–2020 | Befolkningsutvecklingen i Brottby 1975–2020 |
| ---------------------------------------------------------------------------------- | ------------------------------------------- | ------------------------------------------- | ------------------------------------------- | ------------------------------------------- |
|                                                                                    |                                             |                                             |                                             |                                             |
| År                                                                                 |                                             |                                             | Folkmängd                                   | Areal (ha)                                  |
| 1975                                                                               | 1975                                        |                                             | 213                                         |                                             |
| 1980                                                                               | 1980                                        |                                             | 221                                         | 15                                          |
| 1990                                                                               | 1990                                        |                                             | 215                                         | 17                                          |
| 1995                                                                               | 1995                                        |                                             | 218                                         | 17                                          |
| 2000                                                                               | 2000                                        |                                             | 209                                         | 17                                          |
| 2005                                                                               | 2005                                        |                                             | 196                                         | 17#                                         |
| 2010                                                                               | 2010                                        |                                             | 205                                         | 18                                          |
| 2015                                                                               | 2015                                        |                                             | 224                                         | 37                                          |
| 2020                                                                               | 2020                                        |                                             | 248                                         | 38                                          |
| Anm.: Ny tätort 1975. Tappade tätortsstatus 2005, återfick den 2010. # Som småort. |                                             |                                             |                                             |                                             |

## Samhället
I Brottby ligger Össeby kyrkoruin från och Össeby-Garns kyrka varav båda byggdes på 1200-talet. I Brottby finns också pizzerian Brottby Café.

## Brottby på film
Brottby Café har varit med i ett flertal svenska filmer, bland annat Vägen ut och flera Beck-filmer. Andra filmer som delvis spelats in i Brottby är Lilla Jönssonligan och cornflakeskuppen, Kejsarn av Portugallien och Hundraåringen som klev ut genom fönstret och försvann.

## Bilder

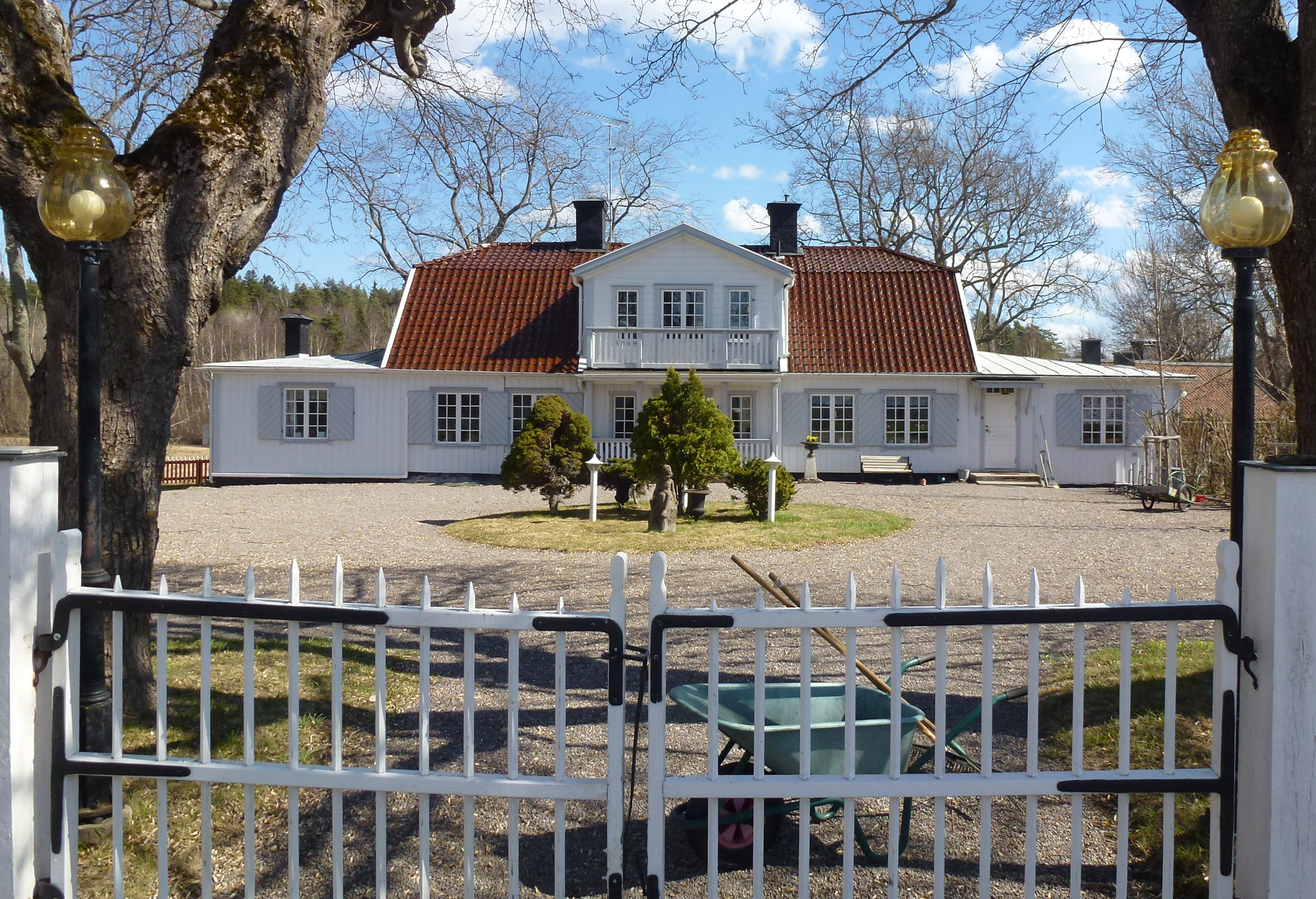
Brottby gård
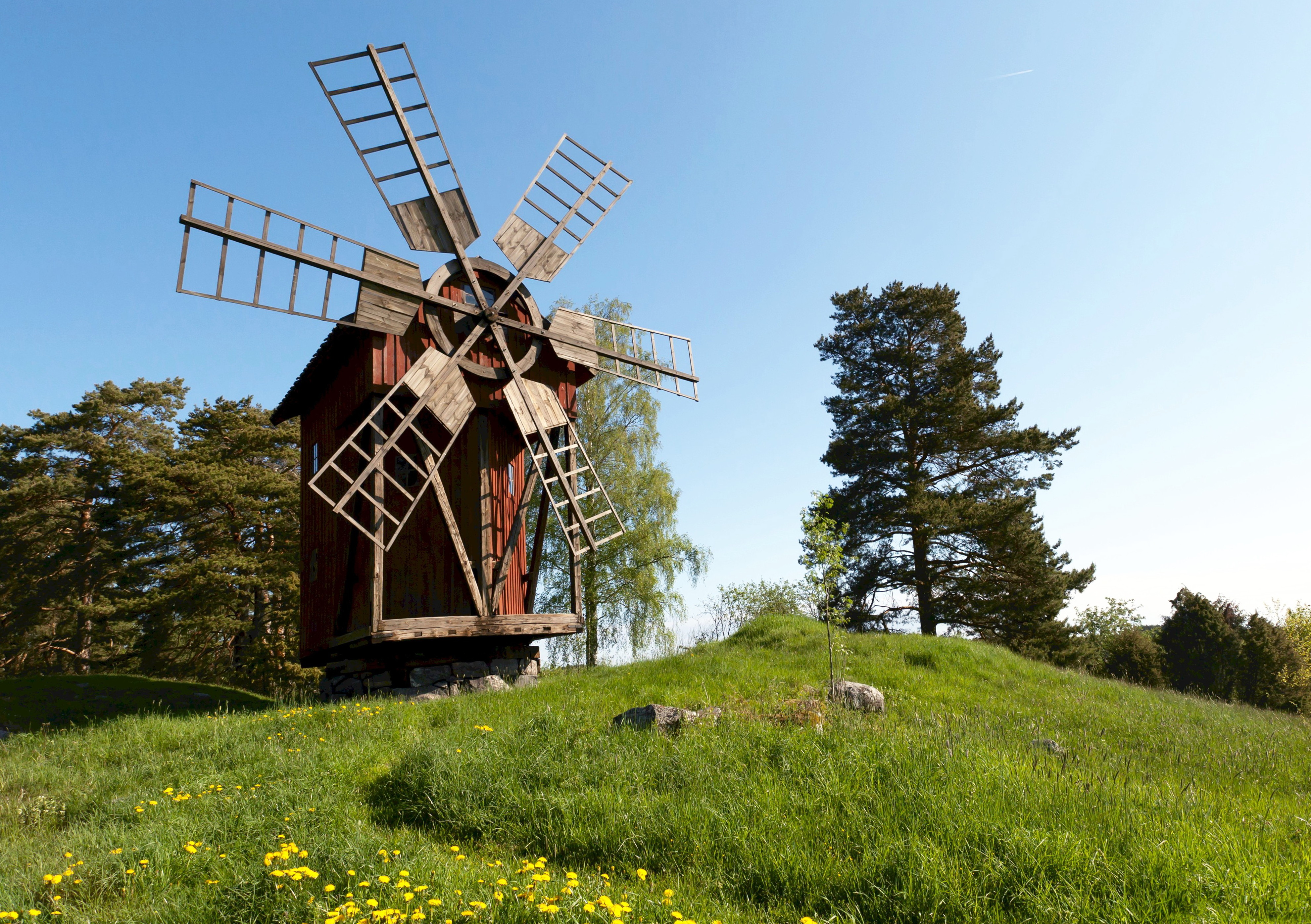
Brottby kvarn
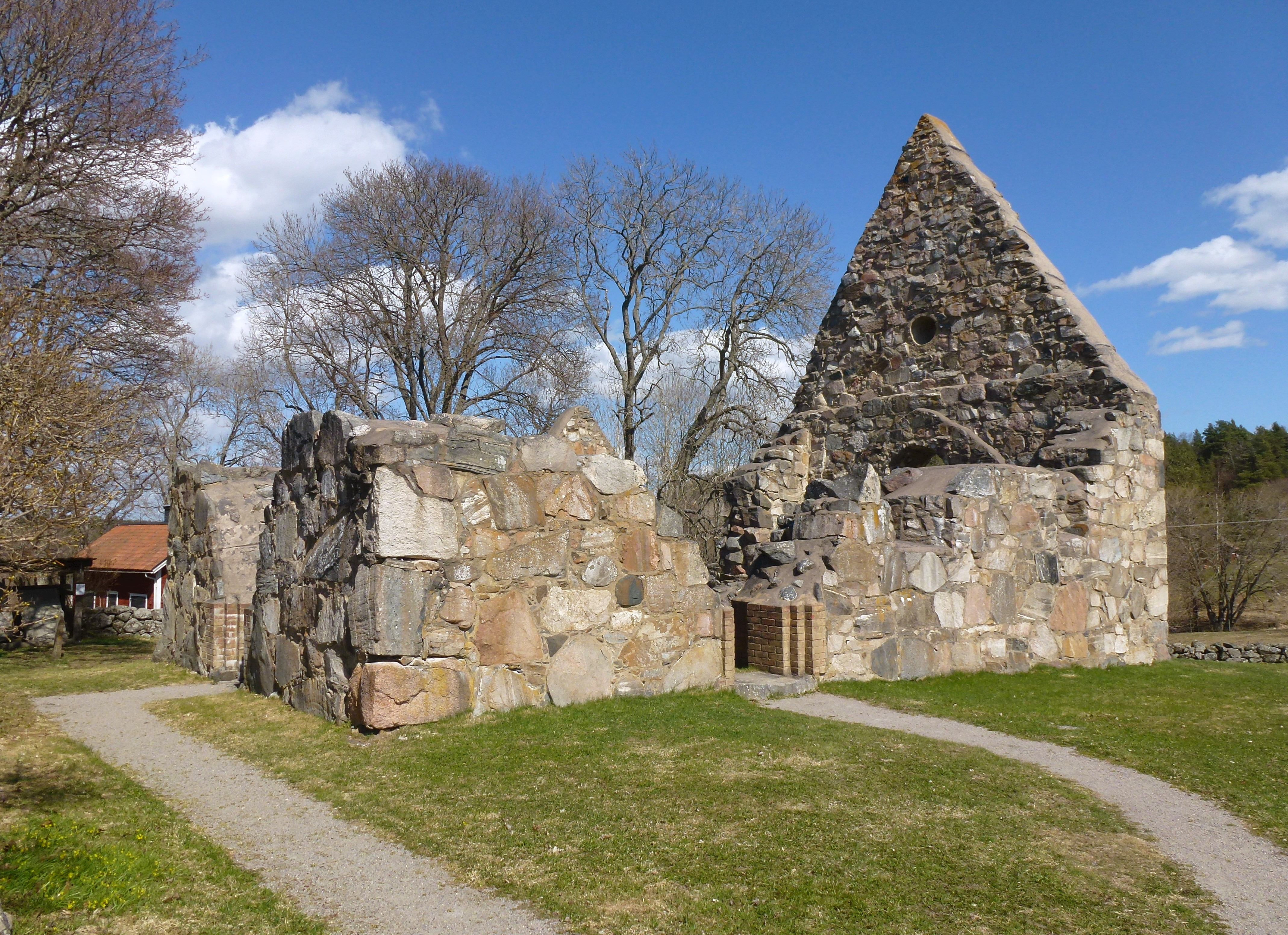
Össeby kyrkoruin